# Tomoa Narasaki
 (juillet 2025).
Si vous disposez d'ouvrages ou d'articles de référence ou si vous connaissez des sites web de qualité traitant du thème abordé ici, merci de compléter l'article en donnant les références utiles à sa vérifiabilité et en les liant à la section « Notes et références ».
Tomoa Narasaki (楢﨑 智亜, Narasaki Tomoa), né le 22 juin 1996 à Utsunomiya, est un grimpeur sportif japonais spécialisé dans les compétitions d'escalade. Il a été 3 fois champion du monde et 4 fois vainqueur de la coupe du monde d'escalade, dans les épreuves de bloc et de combiné. 

## Biographie
En 2016, il remporte les championnats du monde d'escalade ainsi que la coupe du monde d'escalade en bloc.
En 2019, il remporte les championnats du monde d'escalade ainsi que la coupe du monde d'escalade en bloc et en combiné.
Sa victoire aux championnats du monde d'escalade de 2019 en combiné lui permet de se qualifier pour l'épreuve d'escalade aux Jeux olympiques d'été de 2020.

## Palmarès

### Jeux Olympiques
- Tokyo 2021
  - 4e

### Championnats du monde
- Paris-2016
  -  Médaille d'or en bloc
- Hachioji-2019
  -  Médaille d'or en combiné
  -  Médaille d'or en bloc
- Moscou-2021
  -  Médaille d'argent en bloc
- Bern-2023
  -  Médaille d'or en bloc et difficulté

### Coupe du monde
| Discipline | 2013 | 2014 | 2015 | 2016 | 2017 | 2018 | 2019 | 2021 | 2022 | 2023 |
| ---------- | ---- | ---- | ---- | ---- | ---- | ---- | ---- | ---- | ---- | ---- |
| Difficulté | 52   | -    | -    | -    | 15   | 16   | 20   | 32   | -    | -    |
| Bloc       | -    | 26   | 30   | 1    | 2    | 2    | 1    | 6    | 2    | 3    |
| Vitesse    | -    | -    | -    | -    | 84   | 52   | 44   | 59   | -    | -    |
| Combiné    | -    | -    | -    | -    | 1    | 2    | 1    | -    | -    | -    |